# Centre d'archives régional de Portneuf
Le centre d’archives régional de Portneuf (CARP) est un service d’archives privées situé dans la municipalité de Deschambault-Grondines dans la région de Portneuf au Québec. Il fait partie du réseau de 42 services d’archives privées agréés par Bibliothèque et archives nationale du Québec (BAnQ).  

## Mission
Le CARP a pour mission de conserver et de mettre en valeur le patrimoine archivistique de la région de Portneuf. Son mandat consiste également à sensibiliser la population à la conservation des archives familiales. Le CARP offre aussi des services professionnels en gestion des documents aux municipalités, organismes parapublics et entreprises privées de la région de Portneuf. 

## Historique
Le CARP est fondé le 29 mai 1998 par un groupe de bénévoles de la région. C'est le 1er avril 2001 que le centre d'archives ouvre ses portes au public. Après un an d'activité, en décembre 2002, le CARP devient un partenaire officiel avec BAnQ. Ce partenariat se concrétise par l'intégration au réseau des services d'archives privés agréés (SAPA).  Celle-ci fut rendue publique le 31 janvier 2003 par le député de Portneuf Roger Bertrand. Les locaux du CARP étaient initialement situés au 105, rue Chavigny, près du moulin de la Chevrotière. C’est en  2013 que le CARP déménage dans l’ancien Bureau d’information touristique de Portneuf, au 12 rue des Pins à  Deschambault-Grondines, locaux qu’il occupe toujours actuellement. Le CARP possède une bibliothèque permettant de faire de la recherche généalogique. En effet, la section généalogie offre aux chercheurs de nombreux documents de références : répertoires de baptêmes, mariages et sépultures des différentes régions du Québec,  des recueils généalogiques de différentes familles de la région, des greffes de notaires et des recensements.      
Le CARP participe activement à la diffusion du patrimoine archivistique de la région de Portneuf. En effet, le CARP a réalisé plusieurs projets dans le but de rendre accessible l'histoire de Portneuf. En 2011, le CARP propose aux différentes institutions et aux différentes entreprises d'installer dans leurs salles d'attente des écrans permettant de diffuser des photographies conservées au CARP. Les séries d'images pouvaient être adaptées aux différentes clientèles.   
Un autre projet réalisé par le CARP est la production de cartes postales basée sur de vieilles photographies de la région. Ces cartes postales sont disponibles dans les différents commerces locaux. Cela permet de diffuser un fragment de l'histoire de la région.    
Des photographies conservées par le CARP ont servi à réaliser l’ouvrage Portneuf, une mémoire en images publié en 2018 aux éditions GID. Cet ouvrage permet d'illustrer, par les images photographiques, une partie de l'histoire et de la mémoire régionale de Portneuf. Les photographies proviennent des différents fonds d'archives et des collections privées conservés au CARP. Ces images couvrent les différentes municipalités et villages de la MRC de Portneuf. 

## Fonds et collections
Le Centre d’archives régional de Portneuf conserve 235 000 photos et négatifs, 169 mètres linéaires de documents, 974 cartes et plans, 607 heures d’enregistrement sonore et 25 087 heures de documents filmés. 
Le CARP conserve les photographies prises par les photographes Arthur Dubord, Henri Sauvageau et Gilberte Lefebvre, Zénon Pagé, George-Édouart Déry et Paul-André Déry. 
Fonds d'organismes culturels : 
- Culture et Patrimoine Deschambault-Grondines[11].

- Musée de Grondines[12].

- CJSR, télévision communautaire Portneuvoise[13].

Fonds association de famille : 
- Association mondiales des descendants d'Éléonore de Grandmaison

- Association des familles Marcotte

- Association familles Nau

- Association des familles Brière

Fonds personnalité publique  : 
- Roger Bertrand[14].

- Michel Matte.